# Festival Efímero de Teatro Independiente
El Festival Efímero de Teatro Independiente es un festival cooperativo bonaerense para la promoción de grupos autogestionados independientes que promuevan el debate, la crítica, adentrándose en el contexto social y las problemáticas sociales; con el objetivo de llevar ese teatro a la sociedad e incentivar el diálogo con charlas post función y mesas redondas.

## Idiosincrasia
El Festival se autodefine como efímero -una de las cualidades de las artes en vivo- por la importancia que le dan al poso o huella que deja en el espectador. Se trata de buscar un intercambio artista-espectador con voluntad de transformación mutua, reivindicando por un lado el teatro como patrimonio de todos, lugar de encuentro común y por el otro la promoción de un espectador más activo.
Otra de las señas de identidad del festival es que es autogestionado y las compañías y grupos comunitarios (aficionadas) realizan sus espectáculos con modalidad de entrada inversa, de manera que el acceso a la cultura a priori no tenga una barrera económica y, a partir de ahí, se estimule la responsabilidad colectiva de mantener, sufragar, respaldar a las compañías.

## Historia
El FETI echó a andar en 2013 en el Barrio del Almagro (Buenos Aires) y, a partir de las siguientes ediciones se expandió a otros centros culturales y sectores de la ciudad, así como comenzó a incluir grupos internacionales, latinoamericanos principalmente, en su cartelera.
La propuesta es variada y abarca a todo el espectro de las artes escénicas. Desde el teatro (incluyendo teatro para niños o teatro ciego), la danza, el circo y los nuevos formatos tales como la performance, la instalación; tanto en formato de sala como callejero, siendo sus principales espacios el C.C. Archibrazo, la Plaza Almagro, el Galpón PiedrabuenArte y el Club Cultural Matienzo.